# Oribatella rossicus
Oribatella rossicus är en kvalsterart som först beskrevs av Krivolutsky 1974.  Oribatella rossicus ingår i släktet Oribatella och familjen Oribatellidae. Inga underarter finns listade i Catalogue of Life.